# Mocktail

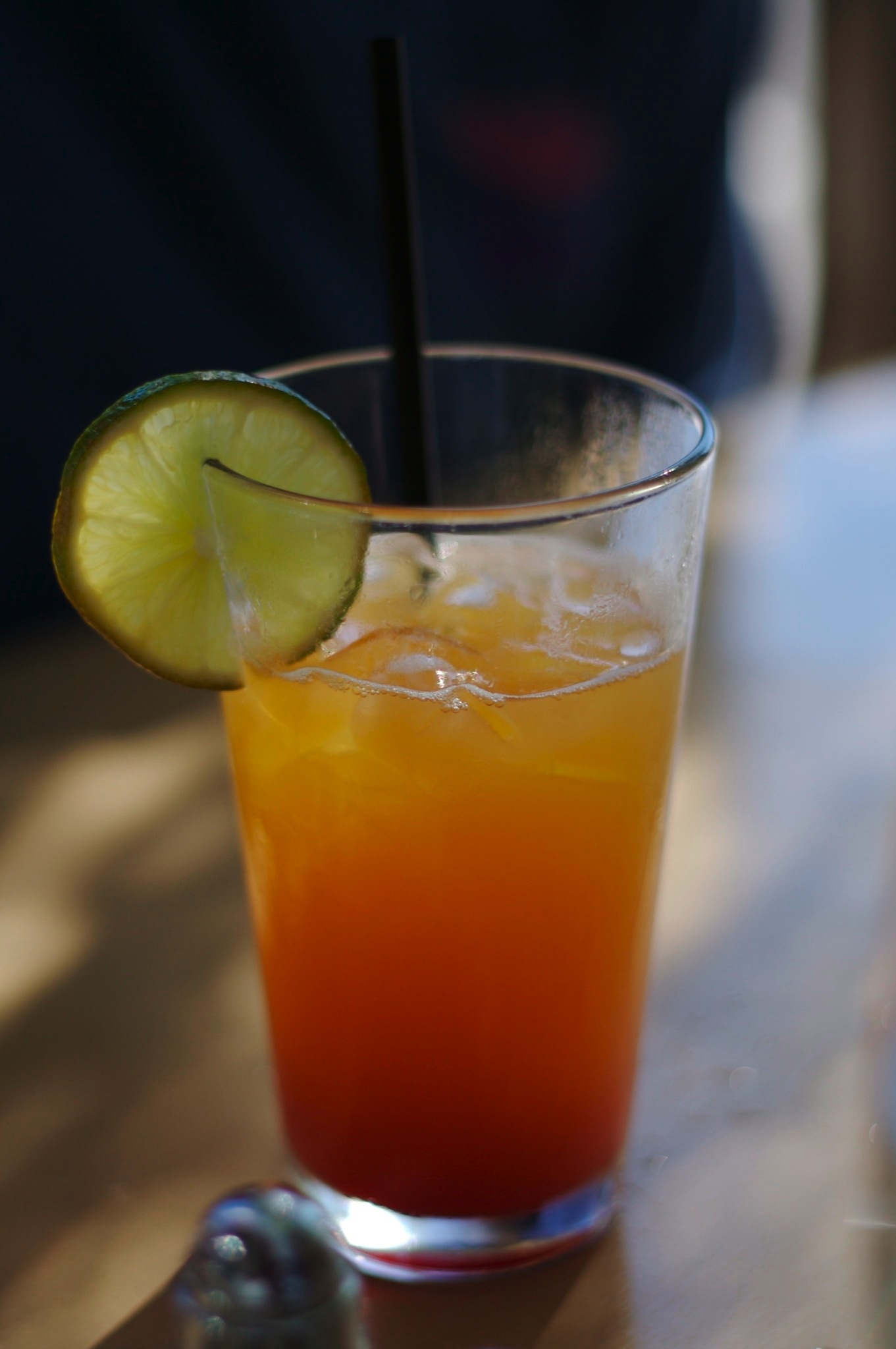
Un mocktail preparat cu 7 Up și suc de portocale și ornat cu o felie de limetă.

Un mocktail (cunoscut și sub denumirile de virgin cocktail și spirit free) este un amestec de băuturi fără alcool, care este preparat în stilul cocktailurilor, dar înlocuind băutura alcoolică cu un alt suc de fructe⁠(d).
Acest tip de alternativă la alcool a devenit treptat tot mai popular în relație directă cu scăderea consumului de alcool, în special în rândul generațiilor mai tinere.

## Etimologie
Mocktail este un cuvânt telescopat format din termenii englezi „mock” („imitație”) și cocktail, având sensul de imitație a unui cocktail, adică fiind un amestec de băuturi preparat fără alcool.

## Istoric
Amestecurile de băuturi fără alcool, numite și băuturi „zero proof”, datează de la începuturile erei cocktailurilor și au fost menționate ca Temperance drinks în primele cărți americane de preparare a cocktailurilor, precum Jerry Thomas's Bar-Tenders Guide (1862). Dicționarul Merriam-Webster⁠(d) precizează că prima mențiune a cuvântului „mocktail” datează din anul 1916.
În timp ce numele acestei băuturi nealcoolice, precum și modul de preparare al acesteia, au evoluat de-a lungul timpului, ea este considerată în general o reflectare a culturii cocktailurilor. O revenire la modă a „mocktail”-urilor a avut loc în anii 1980, acestea fiind preparate adesea în acea vreme cu băuturi zaharoase⁠(d). Urmând tendința de sofisticare a culturii cocktailurilor din anii 2000, amestecurile de băuturi fără alcool au devenit, de asemenea, mai rafinate.
Mocktail-urile au devenit suficiente de populare în anii 2000 pentru a-și găsi loc în meniurile de cocktailuri ale mai multor restaurante și baruri, în special ale barurilor în care nu se servesc băuturi alcoolice. Potrivit companiei de cercetare de piață Mintel⁠(d), ponderea amestecurilor de băuturi fără alcool a crescut cu 35% în totalul băuturilor incluse în meniurile barurilor și restaurantelor americane în perioada 2016–2019. În anul 2019, cotidianul The Providence Journal⁠(d) a raportat că în New York funcționau cel puțin 4 baruri care serveau doar mocktail-uri.
Băuturile fără alcool pot fi preparate în stilul cocktailurilor clasice, cum este cazul unui gimlet⁠(d) fără alcool, sau pot reprezenta un tip de băutură complet nou. Popularitatea unor programe de abstinență de la consumul de alcool, precum Dry January, care coincide cu creșterea culturii sănătății și stării de bine, a contribuit la acceptarea mai largă a băuturilor nealcoolice. La fel ca mișcarea alimentară vegetariană sau popularitatea laptelui de ovăz, băuturile fără alcool sunt văzute acum ca opțiuni acceptabile pentru toate tipurile de băutori.

## Listă de mocktailuri

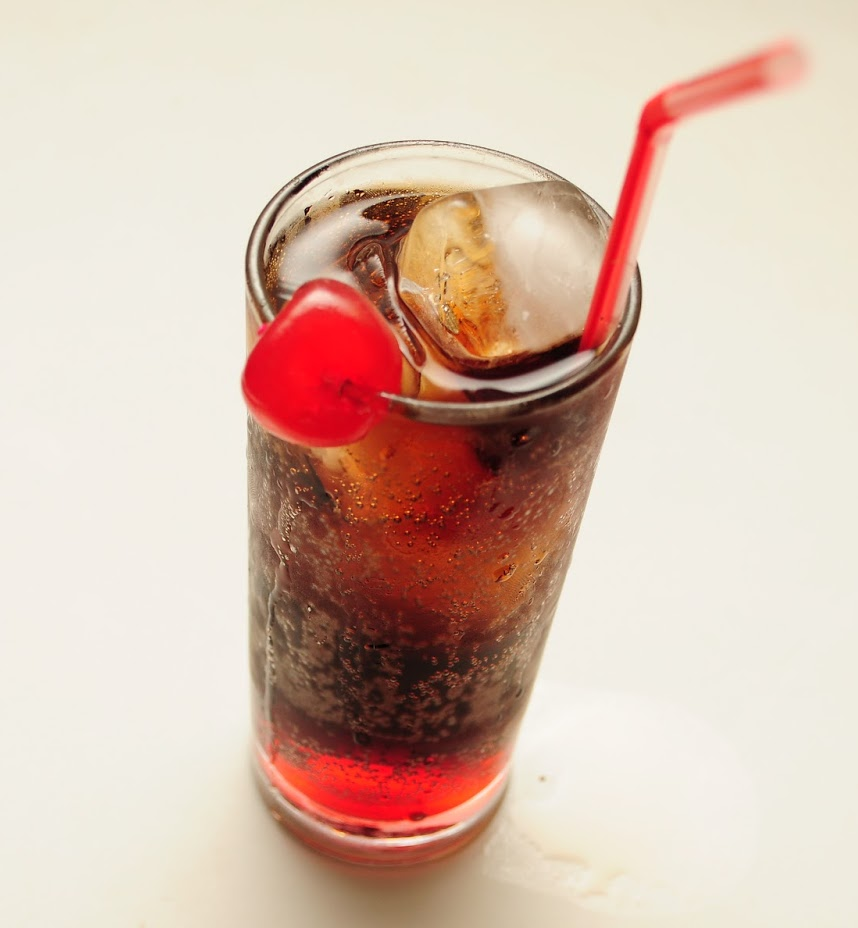
Un mocktail, preparat cu cola și și ornat cu o

- Arnold Palmer⁠(d)[13]
- Freddie Bartholomew⁠(d)
- Gunner⁠(d)[14]
- Lemon, lime and bitters⁠(d)
- Roy Rogers⁠(d)[15]
- Tortuga⁠(d)
- Virgin Mary⁠(d)[14]
- Virgin colada[16]
- Shirley Temple⁠(d)

### Altele
- Basil Lemonade – preparat la Oscar's Steakhouse de la Plaza Hotel & Casino⁠(d) din Las Vegas, Nevada, conține sirop simplu de busuioc și sos dulce-acrișor⁠(d).[17]
- Faux margarita – un amestec de băuturi cu jalapeño picant și ananas.[18]
- Keep Sober – preparat la The Underground Speakeasy de la Mob Museum⁠(d) din Las Vegas, conține sirop Grenadine, suc de lămâie și apă tonică cu soc.[17]
- Molossolini – băutură răcoritoare tipic molossiană, preparată cu Sprite, sirop Grenadine și suc de ananas. Ornată cu cireșe și felii de banană, portocală și ananas.[19]
- Rosemary grapefruit fizz – preparat la The Underground Speakeasy de la Mob Museum din Las Vegas, conține suc de grapefruit, suc de rozmarin și apă tonică.[17]
- Strawberry Refresher – preparat la Oscar's Steakhouse de la Plaza Hotel & Casino din Las Vegas, conține piure de căpșuni, suc de limete și Sprite.[17]